# 学校法人東北文化学園大学
学校法人東北文化学園大学（がっこうほうじんとうほくぶんかがくえんだいがく）とは、日本の学校法人の一つ。宮城県仙台市青葉区に本部を置く。1978年3月に「学校法人東北文化学園」として設立され、1998年12月に現法人名に変更された。

## 所在地
- 宮城県仙台市青葉区国見6-45-1

## 理事長及び学長

### 理事長
- 石﨑雄司

### 学長
- 加賀谷豊 - 東北文化学園大学大学長兼学校法人東北文化学園大学理事

## 設置学校
- 東北文化学園大学
- 東北文化学園専門学校 - 2026年（令和8年）3月末で廃止予定[1]。
- 久慈幼稚園
- 友愛幼稚園